# Shi Yiting
Shi Yiting (Chenzhou, 17 ottobre 1997) è un'atleta paralimpica cinese specializzata nei 100 e 200 metri piani. Compete nella categoria T36 a causa della potenza muscolare ridotta nel braccio sinistro e della eterometria delle gambe, condizioni derivanti da un'ipossia alla nascita.

## Biografia
Il suo debutto internazionale in rappresentanza della Cina risale al 2016, quando prese parte ai Giochi paralimpici di Rio de Janeiro, dove si laureò campionessa paralimpica nei 200 metri T36.
Nel 2017 partecipò ai campionati del mondo paralimpici di Londra conquistando la medaglia d'oro nei 200 e 100 metri T36, gara, quest'ultima, in cui fece registrare il nuovo record mondiale. Nel 2019 replicò l'esperienza mondiale ai campionati paralimpici di Dubai: anche qui conquistò due medaglie d'oro nelle medesime specialità, segnando il nuovo record del mondo nei 200 metri T36. 

## Record nazionali
- 100 metri piani T36: 13"35 ( Kōbe, 20 maggio 2024)
- 200 metri piani T36: 28"06 ( Kōbe, 23 maggio 2024)

## Progressione

### 100 metri piani T36
| Stagione | Tempo | Luogo    | Data      | Rank. Mond. |
| -------- | ----- | -------- | --------- | ----------- |
| 2019     | 13"91 | Tientsin | 28-8-2019 | 1ª          |
| 2017     | 13"68 | Londra   | 20-7-2017 | 1ª          |

### 200 metri piani T36
| Stagione | Tempo | Luogo          | Data      | Rank. Mond. |
| -------- | ----- | -------------- | --------- | ----------- |
| 2019     | 28"21 | Dubai          | 9-11-2019 | 1ª          |
| 2017     | 28"92 | Londra         | 18-7-2017 | 1ª          |
| 2016     | 28"74 | Rio de Janeiro | 13-9-2016 | 1ª          |

## Palmarès
| Anno | Manifestazione       | Sede           | Evento          | Risultato | Prestazione | Note                  |
| ---- | -------------------- | -------------- | --------------- | --------- | ----------- | --------------------- |
| 2016 | Giochi paralimpici   | Rio de Janeiro | 200 m piani T36 | Oro       | 28"74       |                       |
| 2017 | Mondiali paralimpici | Londra         | 100 m piani T36 | Oro       | 13"68       | Record mondiale       |
| 2017 | Mondiali paralimpici | Londra         | 200 m piani T36 | Oro       | 28"92       | Record dei campionati |
| 2019 | Mondiali paralimpici | Dubai          | 100 m piani T36 | Oro       | 13"62       |                       |
| 2019 | Mondiali paralimpici | Dubai          | 200 m piani T36 | Oro       | 28"21       | Record mondiale       |
| 2021 | Giochi paralimpici   | Tokyo          | 100 m piani T36 | Oro       | 13"61       | Record mondiale       |
| 2021 | Giochi paralimpici   | Tokyo          | 200 m piani T36 | Oro       | 28"21       | =                     |
| 2023 | Mondiali paralimpici | Parigi         | 100 m piani T36 | Oro       | 13"66       | Record dei campionati |
| 2024 | Mondiali paralimpici | Kōbe           | 100 m piani T36 | Oro       | 13"35       | Record mondiale       |
| 2024 | Mondiali paralimpici | Kōbe           | 200 m piani T36 | Argento   | 28"06       | Record asiatico       |
| 2024 | Giochi paralimpici   | Parigi         | 100 m piani T36 | Oro       | 13"39       | Record paralimpico    |
| 2024 | Giochi paralimpici   | Parigi         | 200 m piani T36 | Oro       | 27"50       | Record paralimpico    |